# بريد البحرين
 هيئة بريد البحرين  هي منظمة حكومية مسؤولة عن البريد في البحرين. وهو جزء من وزارة المواصلات البحرينية. ويعتبر البريد في مملكة البحرين أحد وسائل التواصل الهامة في البلاد، فهي وسيلة تواصل بين المواطنين والمقيمين محلياً وخارجياً ويوجد لبريد البحرين فروع كثير في المملكة، ويعتبر مجمع الفرز البريدي بالمحرق هو المركز الرئيسي للبريد في البحرين.

## التأسيس والتاريخ
يعود تاريخ البريد في البحرين إلى عام 1884 مع افتتاح أول مكتب بريد في المنامة، تبع ذلك افتتاح المكتب الثاني في المحرق بعد 62 عامًا.
في البداية كانت تستعمل طوابع يستدل على أنها صادرة من البحرين من خلال الختم (BAHRAIN) الذي كان يبين على الطوابع وذلك حتى العام 1933 استعملت طوابع طبع عليها اسم البحرين.
```
ولفترة وجيزة أدارت الحكومة الباكستانية في كراشي مكتب بريد البحرين في خريف عام 1947، ثم تولى مكتب (بريد إنجلترا) هذه المسئولية في عام 1948. وفي ذلك الوقت كانت تكلفة الطوابع البريدية 5 روبيات، ثم أصدرت طوابع بريدية تكلفتها 10 روبيات في يوليو من العام نفسه.
```

أصدرت في عام 1953 أول مجموعة من طوابع البحرين المحلية من فئة آنة ونصف التي كانت تحمل صورة سلمان بن حمد آل خليفة حاكم البحرين، وكان الغرض من صدور هذه الطوابع هو استعمالها في التخليص على البريد الداخلي غير أنها استخدمت أيضا كتعريفات للبريد الدولي. وقد كانت هذه الطوابع هي الخطوة الأولي نحو استلام البحرين للخدمات البريدية من بريطانيا بشكل كامل.
صدرتمجموعة جديدة من الطوابع في أوائل الستينيات وبالتحديد بتاريخ 24 مايو 1960، والتي في 1968 أصبحت مملكة البحرين عضوا في المنظمة العربية البريدية استبدلت الطوابع المطبوع فوقها كلمة البحرين وتلك التي كانت تحمل صورة الملكة إليزابيث الثانية.
في عام 1973 انضمت البحرين للإتحاد البريدي العالمي بعد قبول البحرين عضوا في الأمم المتحدة عند استقلالها، ويعد الاتحاد المنظمة المتخصصة التابعة للأمم المتحدة والتي تنسق استراتيجيات البريد بين الدول الأعضاء. وفي المرحلة التي سبقت ذلك كانت البحرين عضوة في الاتحاد البريدي العربي والعضو المؤسس في هيئة بريد الخليج.
```
وخلال عهد سمو صاحب العظمة الشيخ عيسى بن سلمان آل خليفة حاكم البلاد طيب الله ثراه شهد قطاع البريد وشبكة مكاتب البريد الكثير من التطورات، حيث بدأت بإطلاق خدمات إضافية وذلك من أجل توفير أقصى قدر من الراحة للأفراد والأعمال.
```

## بعض فروعه
- فرع المحرق
- فرع الحد
- فرع المنامة
- فرع سترة
- فرع البديع
- فرع العدلية
- فرع مدينة عيسى
- فرع مدينه حمد
- فرع الرفاع
- فرع مجمع البحرين
- فرع المنطقة الدبلوماسية
- فرع مطار البحرين
- فرع المرفأ المالي